# Zębiełek dżunglowy
Zębiełek dżunglowy (Crocidura crossei) – gatunek owadożernego ssaka z rodziny ryjówkowatych (Soricidae). Występuje w Kamerunie, Wybrzeżu Kości Słoniowej, Ghanie, Gwinei i Nigerii oraz prawdopodobnie w Beninie, Liberii i Togo. Naturalnym siedliskiem tego ssaka są tropikalne, wilgotne lasy nizinne oraz większe skupiska drzew na sawannie. Jest gatunkiem lądowym, przeszukuje ściółkę leśną w poszukiwaniu żywności. W Czerwonej księdze gatunków zagrożonych Międzynarodowej Unii Ochrony Przyrody i Jej Zasobów został zaliczony do kategorii LC (niższego ryzyka). Nie ma większych zagrożeń dla populacji tego gatunku.